# Tauá (bairro)
Tauá, é um bairro da Zona Norte do município do Rio de Janeiro. 
Seu IDH, no ano 2000, era de 0,817, o 76º melhor do município do Rio de Janeiro.

## História
Localiza-se na Ilha do Governador. No bairro se situam a Quadra do Acadêmicos do Dendê, a rede de tratamento da Cedae, o supermercado Mundial, a lanchonete Subway e dois postos de gasolina da Petrobras ou BR, um na avenida Paranapuã, próximo ao supermercado Mundial e outro também na avenida Paranapuã.
É a continuação natural do bairro Cocotá, através da Avenida Paranapuã. Faz limite com os bairros Bancários, Cocotá, Moneró e Jardim Carioca.
A palavra Tauá, em indígena, significa “barro vermelho”. Outra versão é TA-OÁ, “aquele que é redondo”. Inicialmente, havia lavoura, cana-de-açúcar, depois surgiram outras atividades como a pesca, cal, tijolos e telhas. Abrigou a fábrica de formicidas do Barão de Capanema, no século XIX, cuja propriedade abrangia o morro do Barão, pegando parte do atual bairro dos Bancários.
No século XX, iniciou-se a urbanização da região, ao longo da estrada da Freguesia (depois avenida Paranapuã) e da estrada do Dendê. Na década de 1930, três projetos de arruamento cobrem praticamente toda a área ocupada pelo bairro, o primeiro como extensão das ruas do loteamento Jardim Carioca, nas proximidades da rua do Minho, o segundo em torno das ruas Eutíquio Soledade e professor Hilarião da Rocha e o terceiro junto a rua Maici, com nome de “Jardim Maracaí”. Com a abertura destes locais, o Tauá foi sendo ocupado. Seu acesso foi facilitado pela inauguração do bonde elétrico, com a linha Ribeira-Cocotá (em 1922), estendida até o bairro a partir de 1935, indo até a Freguesia, passando pela avenida Paranapuã. Foi extinta em 1964, substituída por linhas de ônibus.
Em 1969, foi inaugurada uma grande Estação de Tratamento de Esgotos da Cedae, próxima às ruas Eutíquio Soledade e Domingos Mondim, e em 1985, implantada uma Estação da Light, em faixa próxima ao mar. Destaca-se a igreja de Santo Antônio, cujo início de construção data de 1939, e que com o decorrer do tempo, sofreu alguns acréscimos. A nova igreja foi inaugurada em 2001.
O Tauá é majoritariamente residencial, seu comércio concentra-se na avenida Paranapuã, e possui várias favelas, como a da praia de Rosa, surgida em 1941, em uma colônia de pescadores sobre manguezal, entre a estação da Cedae e a Baía de Guanabara, onde se expandiu sobre palafitas, hoje, reurbanizada pelo projeto “bairrinho” e a do Dendê, a maior delas, também chamada morro do Dendê, originada em 1940, por nordestinos que encontraram no lugar uma plantação de Dendê, que acabou dando nome à favela. Dividida em vários setores, seus acessos se dão pelas ruas São Sebastião, Catugi, Baviera, Cali e Cabo Fleury. No Tauá ficam as comunidades dos servidores municipais, Parque Tauá ou Querozene, Morro do Coqueiro e Bairro da Sapucaia.